# Lac des Autannes
Der  Lac des Autannes ist ein Bergsee im Val d’Anniviers im Kanton Wallis, Schweiz. Der See liegt auf einer Höhe von 2686 m ü. M. oberhalb von Grimentz und 230 Meter unterhalb der Passhöhe des Col de Torrent. Der Saumweg, welcher direkt am See vorbeiführt, ist Teil der nationalen Wanderroute Nr. 6  Alpenpässe-Weg von SchweizMobil.